# Broyeuse de chocolat, n°2
Broyeuse de chocolat, n°2 est un tableau peint par Marcel Duchamp en 1914. Cette huile sur toile représente une broyeuse à chocolat sur une table basse. Elle est conservée au Philadelphia Museum of Art, aux États-Unis.

## Historique
Après avoir vu une broyeuse à chocolat dans la fenêtre d'un confiseur à Rouen en 1913, Duchamp prit cette machine comme sujet de deux peintures, choisissant un style de représentation qui rappelle la précision d'un diagramme d'ingénierie. Son rendu applatit l'image et rapproche la main de l'artiste d'une reproduction mécanique.
Duchamp était fasciné par les tambours rotatifs de la broyeuse, qui semblent avoir eu une connotation sexuelle pour lui. Cette machine est représentée quelques fois dans son œuvre, entre autres dans la section du bas de The Bride Stripped Bare By Her Bachelors, Even (Le Grand Verre) de 1915-23.
L'œuvre a appartenu à Louise et Walter Conrad Arensberg, des collectionneurs américains, dès 1918. Elle est visible sur une photo de l'appartement des Arensberg à New York prise par Charles Sheeler vers 1918. Les Arensberg déménagèrent de New York à Los Angeles en 1921, puis donnèrent une grande partie de leur collection, centrée sur Marcel Duchamp, au musée de Philadelphie.